# Vitali Gankin
Vitali Gankin (en ruso: Виталий Ганькин; 5 de abril de 1976) es un deportista ruso que compitió en piragüismo en la modalidad de aguas tranquilas.
Ganó tres medallas en el Campeonato Mundial de Piragüismo entre los años 1998 y 1999, y dos medallas de oro en el Campeonato Europeo de Piragüismo de 1999.

## Palmarés internacional
| Campeonato Mundial | Campeonato Mundial | Campeonato Mundial | Campeonato Mundial |
| Año                | Lugar              | Medalla            | Competición        |
| ------------------ | ------------------ | ------------------ | ------------------ |
| 1998               | Szeged (Hungría)   | Medalla de bronce  | K4 500 m           |
| 1999               | Milán (Italia)     | Medalla de plata   | K4 500 m           |
| 1999               | Milán (Italia)     | Medalla de bronce  | K4 200 m           |
| Campeonato Europeo |                    |                    |                    |
| Año                | Lugar              | Medalla            | Competición        |
| 1999               | Zagreb (Croacia)   | Medalla de oro     | K4 200 m           |
| 1999               | Zagreb (Croacia)   | Medalla de oro     | K4 500 m           |